# Чилеанско-аргентински Анди
Чилеанско-аргентински Анди (шп. Cordillera Subtropical), такође познати и као Суптропски Анди, су део планинског венца Анда који се пружају између Централних и Јужних Анда, почев од Атакаме на северу, преко територија Аргентине и Чилеа до Патагоније на југу. Правац простирања је север-југ, тачније између 27° јгш и 40° јгш. Највиши врх налази се у Аргентини, а то је Аконкагва, висине 6.962 метара, што је уједно и највиша тачка целих Анда. 